# Chen Zhaopi

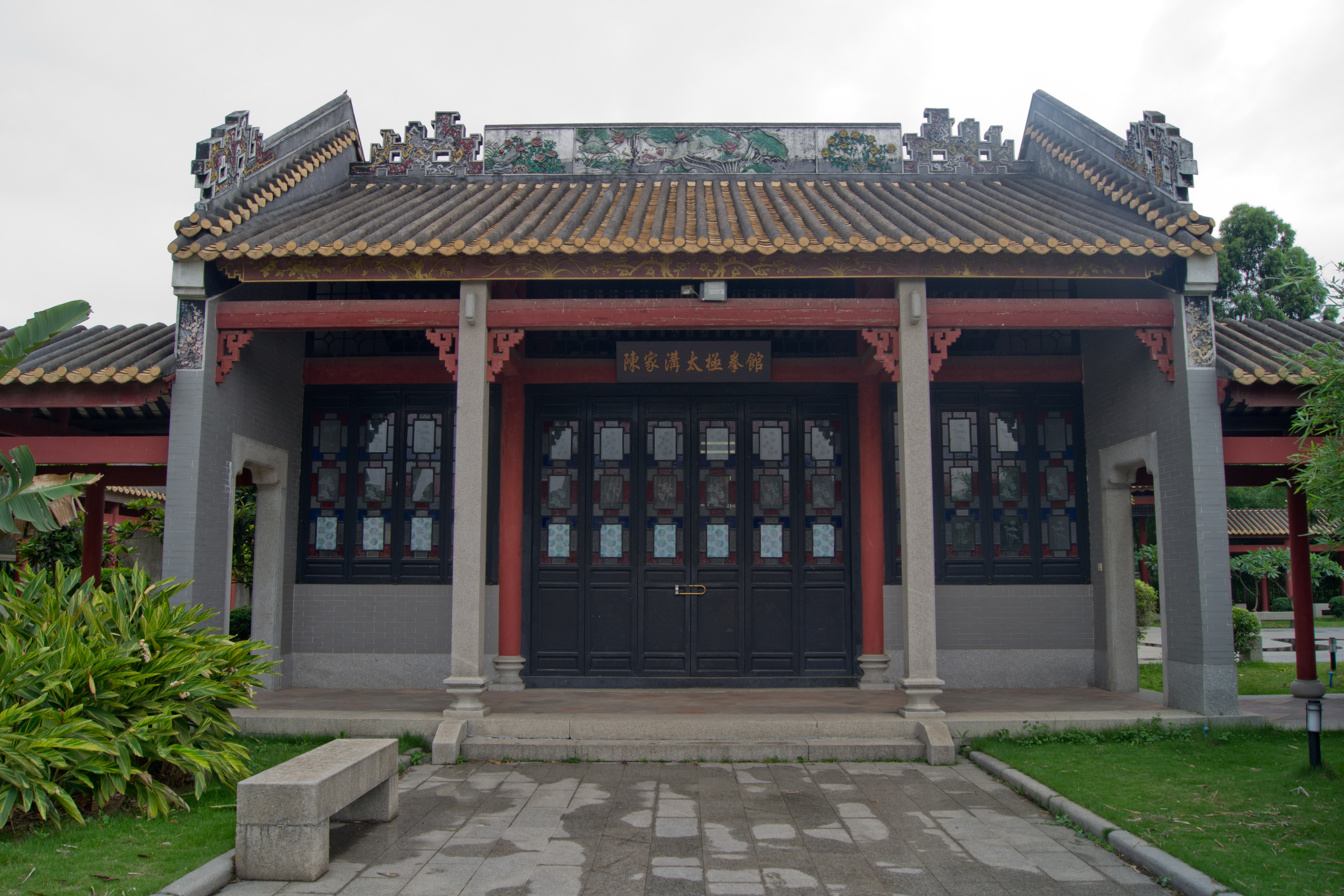
Academia de Taijiquan de Chenjiagou, onde o mestre Chen Zhaopi ensinou o estilo da família por muitas décadas

Chen Zhaopi (chinês: 陈照丕; pinyin: Chén zhào pī) (1893 — 1972) foi um importante mestre de Taijiquan da 18ª geração da Família Chen. Foi um dos principais responsáveis pela expansão do estilo na China e no exterior, além de criador da importante academia para o ensino da arte marcial em Chenjiagou, Wenxian.

## Biografia
Nascido em Chenjiagou no ano de 1893, Chen Zhaopi viveu em sua vila natal até aproximadamente seus 21 anos. Lá, aprendeu o Taijiquan da sua família com quatro importantes mestres, dentre os quais seu pai, Chen Dengke, e seu tio, Chen Fake, criador da "nova estrutura" (xen jia, 新家) para o estilo. Chen Zhaopi, que havia se mudado para Pequim em 1928, foi o responsável pela ida do mestre Chen Fake para aquela cidade, onde, naquele mesmo ano, seu tio abriria o Instituto Zhongzhou. Foi neste momento, a partir da abertura do Instituto, que o Taijiquan da Família Chen passou a ser sistematicamente ensinado para qualquer interessado e não mais de forma secreta, fechada apenas dentro da família.
Quando Chen Fake estabeleceu-se em Pequim, Chen Zhaopi visitou Nanquim, onde se tornou treinador honorário na Academia Central de Artes Nacionais, a convite do Partido Nacionalista, então no poder. Além de Pequim e Nanquim, entre 1928 e 1958, atuou como professor em diversas outras partes da China: Xian, Lanzhou, Luoyang, Kaifeng, e Zhengzhou. Após 1958, no final da Guerra Civil, retornou para Chenjiagou, onde enfrentaria diversas perseguições políticas a fim de manter viva a tradição do Taijiquan local. Apesar disso, alcançou destaque no meio das artes marciais, ingressando, em 1964, no Comitê Nacional de Wushu. Por conta da sua ligação pregressa com o Partido Nacionalista e devido ao fato de o Taijiquan ter sido considerado uma prática antiquada e supersticiosa na época da Revolução Cultural, sofreu humilhações públicas e momentos de grande dificuldades para o ensino da sua arte. No final da Revolução Cultural, quando o Partido Comunista decidiu promover, ao seu modo, as artes marciais, seu trabalho de expansão do Taijiquan para fora da vila da família intensificou-se. Perto dos 80 anos, ele ainda se dedicava à carreira de professor, vindo a falecer em 1972.
Dentre os mais notórios discípulos de Chen Zhaopi destaca-se o seu sobrinho, Chen Zhenglei, herdeiro da 19ª geração da família Chen e sucessor da linha direta da 11ª geração do Taijiquan da Família Chen.